# Кировский завод в годы блокады
Ки́ровский заво́д в годы блокады — период работы предприятия советской тяжёлой промышленности в блокадном Ленинграде.

## Начало войны
Ещё до войны предполагалось построить на территории завода несколько бомбоубежищ, но реализовать план до начала боевых действий не удалось. В конце сентября 1941 года рабочие по собственной инициативе издали приказ об «упорной обороне и уничтожении врага», который подписал командир отряда Э. Я. Лепинь. В приказе командир предлагал немедленно провести рекогносцировку и занять оборону к вечеру того же дня.

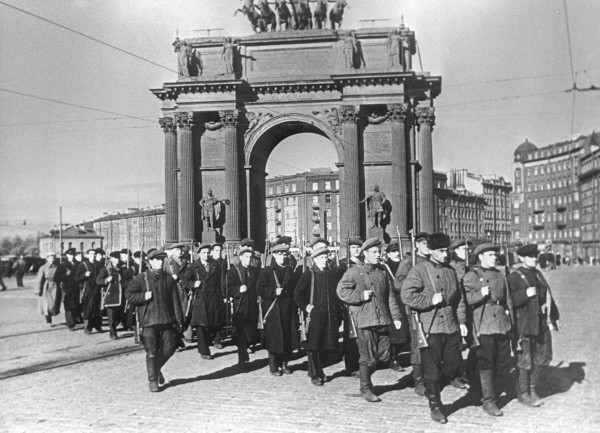
Рабочие Кировского завода идут на передовую.

Часть рабочих ушла на фронт — как по призыву, так и добровольно. Был сформирован первый стрелковый полк народного ополчения — 1-я Кировская дивизия из числа рабочих. Ополченцы в июле 1941 года остановили врага возле Лужского укреплённого района.
В сентябре 1941 года налёты на завод стали регулярными, он подвергался разрушительным бомбардировкам и артиллерийским обстрелам, немецкие войска вышли к заливу в районе Стрельны и были остановлены всего в трёх километрах от заводских стен. Цеха не могли работать полноценно, в июле 1941 года началась эвакуация в Челябинск, в Ленинграде завод работал как в основных цехах, так и в четырёх филиалах, расположенных на другом берегу Невы, в более безопасных районах. Ремонтом танков рабочие завода занимались на передовой: были созданы три бригады — одна была направлена на Западный фронт и две — на Ленинградский фронт.
Рабочие рыли противотанковые рвы, строили баррикады. Баррикады устраивали так, что в случае вражеского вторжения она становилась сплошной при удалении одного из элементов конструкции. Всего было возведено 1053 метра баррикад, оборудовано 18 артиллерийских дзотов, 27 блиндажей, 13 миномётных гнёзд; в бойницах, пробитых прямо в стенах здания, стояли 47 пулемётов.

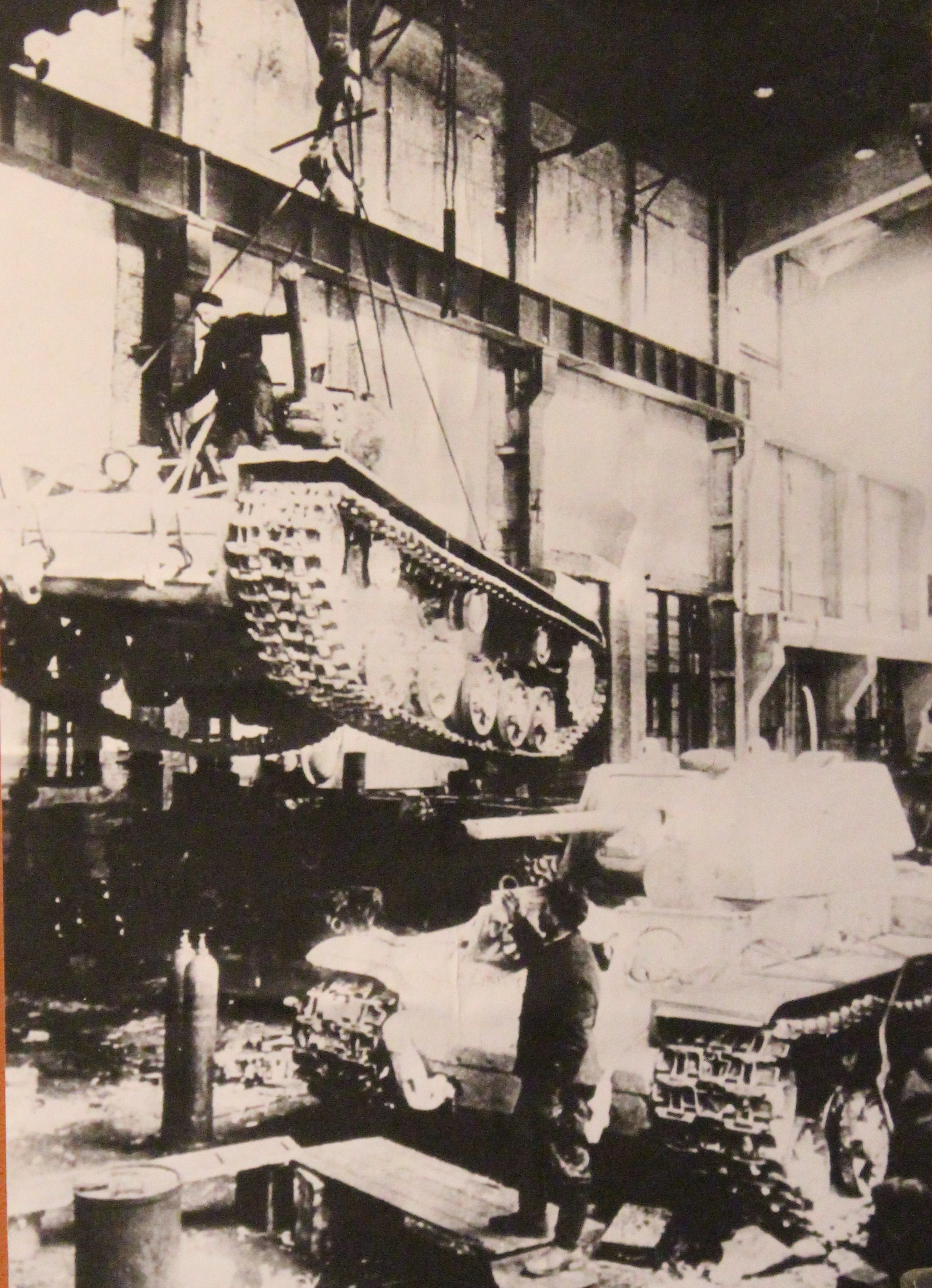
Цех завода во время блокады Ленинграда.

На проходной завода стоял танк в полной боевой готовности. Вражеская армия находилась в трёх километрах от заводских стен. Из числа рабочих были сформированы две стрелковые роты, одна пулемётная и одна танковая, а также артиллерийский дивизион и миномётный взвод. Впоследствии артиллерийский дивизион от стен завода ушёл воевать на Пулковские высоты, а затем вместе с действующей армией дошёл до 
Берлина.
Рабочие поставили 650 противотанковых заграждений — «ежей». Подходы к заводу и цеха были похожи на прифронтовую полосу, поэтому часто вместо фразы «Иду на Кировский завод» звучало: «Пошёл на фронт».

## Работа в дни блокады
Ленинград и его пригороды в сентябре 1941 года оказались в кольце вражеских войск, площадь окружения составляла не менее 5000 км², город оказался в блокаде, которая продлилась 872 дня.
За годы войны на Кировский завод было сброшено, по разным оценкам, 78 фугасных, сотни зажигательных бомб. На завод упало 4423 снаряда. Более 2,5 тысяч рабочих умерли от голода, 788 человек были ранены и 139 погибли от осколков разорвавшихся снарядов.
Несмотря на налёты, обстрелы и блокаду, завод работал и выпускал продукцию: в цехах работали подростки, старики и женщины, выполняя по две, три и больше производственные нормы. В Ленинграде на заводе почти не осталось оборудования, часто не было света, в полуразрушенных цехах делали мины, штык-ножи, корпуса реактивных снарядов для систем полевой реактивной артиллерии — «Катюш», фугасы, ремонтировали военную технику. В военных условиях сумели наладить работу металлургического прокатного стана.